# Tuxtla Chico
Tuxtla Chico es una localidad ubicada en la parte sur del estado de Chiapas, México. Es la cabecera del municipio de Tuxtla Chico. Limita al poniente con la ciudad de Tapachula, al sur con los municipios de Metapa y Frontera Hidalgo, al oriente con el país de Guatemala y al norte con el municipio de Cacachoatán.
Es uno de los pueblos más antiguos del Soconusco. Se cree que su origen data del período clásico temprano. En 1685 Tapachula, la segunda ciudad más grande del estado de Chiapas, estaba sujeta a Tuxtla Chico, así como Cacahoatán y Metapa que fungían como subdelegaciones de este municipio 
Es el municipio que comunica el comercio terrestre de la frontera sur con el resto del país, sirviendo como lugar de paso.  
En el argot popular fue conocido como "Tuxtla Chico, Tierra de Dios. Donde duerme uno amanecen dos" haciendo referencia a los múltiples asesinatos a machetazos y desmembramientos de aquella época, por su inseguridad y falta de estado de derecho, donde las personas arreglaban sus problemas a mano propia. 

## Origen del nombre
De 1500 a 100 a.c a este lugar se lo conoció como Tuch- Tlan o Tōch-tla(n) [tuː(t)ʃtɬ͡a] ‘lugar donde abundan los conejos’. Tuxtla, en náhuatl, significa: "Lugar de conejos”.  Sin embargo, en 1818 adquiere el nombre de Santa María Tusta, probablemente por injerencia de la Iglesia católica y el establecimiento de la parroquia de Santa María de Candelaria en el centro de este lugar.

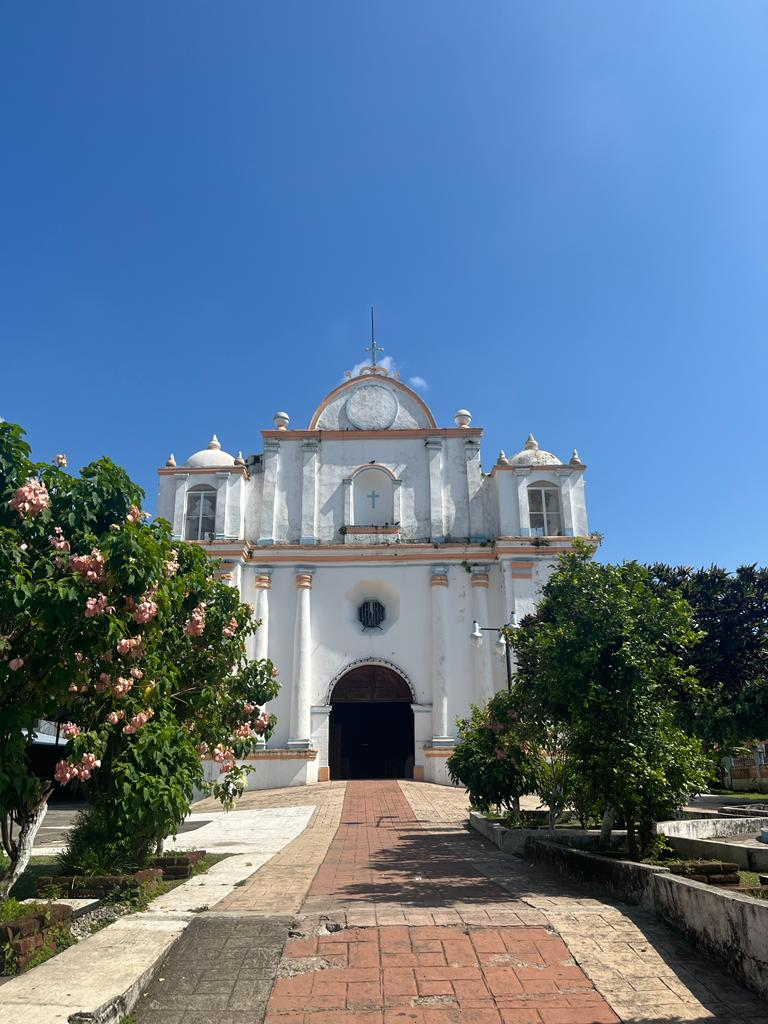
Parroquia de Santa María de Candelaria

En 1821, pasa a llamarse solamente Tusta y en 1831 cambia su nombre a Tuxtla del Soconusco para diferenciarla del municipio de San Marcos Tuxtla (actualmente Tuxla Gutiérrez). En 1855 solamente se llama Tuxtla y en 1910 queda establecido el nombre que actualmente posee que es el de Tuxtla Chico para diferenciarlo de la capital del estado, Tuxtla Gutiérrez, que también era conocida como simplemente Tuxtla, agregándole el sufijo Chico, por lo que a los habitantes de este municipio se les denomina tuxtlachiquences.
- 1500 a 100 a.c  -  Tuch-Tlan
- 1818 - Santa María Tusta
- 1821 - Tusta
- 1831- Tuxtla del Soconusco
- 1855 - Tuxtla
- 1910 - Tuxtla Chico

Años después, el gobernador del estado en ese entonces, Manuel Velsco Suárez (1970 -1976), sugirió que se cambiara el nombre a Tuxtla de Santa María. Dicha propuesta no prosperó. Aunque actualmente han existido pequeños movimientos para que se le cambie el nombre a Izapa, en honor a la cultura indígena que habitó ese mismo territorio años atrás. 

## Historia

### Época Prehispánica
La historia del Tuxtla Chico moderno está ligada a la de la cultura de los izapas, cuyos vestigios de su civilización aún existen debajo del territorio del municipio y que se cree, solo se ha descubierto el 15% del total de lo que sería la zona arqueológica de Izapa, aproximadamente 3 km de largo por 2 km de ancho.

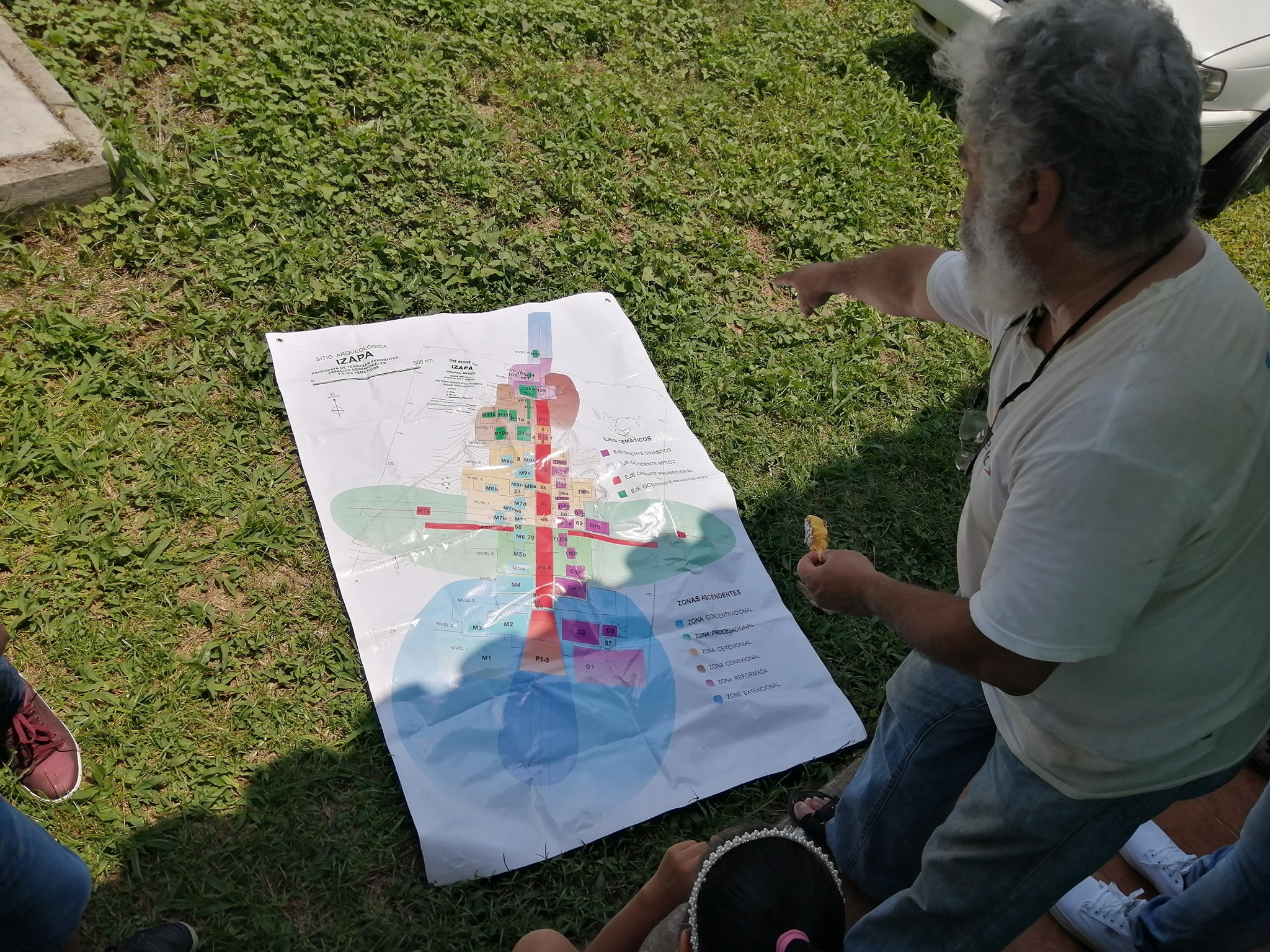
El iconógrafo Áyax Moreno explicando la probable extensión territorial de Izapa con ayuda de un mapa de su autoría.

El señorío Mam del Soconusco (Xoconochco 'Xoco' - Agrio 'Nochtli' - Tuna 'Co' - Lugar   'Lugar de las Tunas Agrias' ) fue poblado por habitantes llegados del norte de México y conquistado en forma consecutiva por los Olmecas y Toltecas; en 1486, por los Aztecas, cuyo poderío era respetable.
Se sabe que de 1520 a 1524 Soconusco gozó de un período de cuatro años de independencia, al ser abandonado las guarniciones aztecas que se desplegaron a su imperio por no poder sostener dicho dominio debido a la distancia entre ambos lugares.
Las invasiones a este señorío mermaron su poderío. Los olmecas invadieron este territorio y se adueñaron de él hasta que, aún con los olmecas dominando el lugar fueron invadidos por los toltecas al mando del rey Nimaquiché, estableciéndose la cultura tolteca en la región.
Sin embargo, los mames (habitantes de la región Izapa) se unirían a los toltecas (sus invasores) ante la llegada de los Quiché al territorio, ganando estos últimos al mando del rey Utatlán. Por esta razón llegó a hablarse la lengua Quiché en estos lugares, inclusive una mezcla de estos idiomas.
La última invasión que sufrió esta región fue la del octavo rey mexica llamado Ahuitzotl, en el año 1482, quién mandó un ejército poderoso capitaneado por Tiltotl a fin de conquistar la región, hasta el actual país de Nicaragua, con el propósito de capturar prisioneros para sacrificarlos en la consagración de su templo erigido a su dios Huitzilopochtli.
Gracias a esta conquista por parte de los aztecas es que la semilla de cacao se popularizó en el imperio azteca y, a su vez, con la conquista española, al resto del mundo. Se cree que el 25% del cacao que se comerciaba en el imperio mexica provenía del actual territorio de Tuxtla Chico y municipios vecinos.

### Época de la Conquista
El capitán español Pedro de Alvarado fue comisionado por Hernán Cortés a someter al territorio del Soconusco, Guatemala y Utatlán, que continuaban independientes después de la caída de Tenochtitlán. Acatando la orden salió de la Ciudad de México el 15 de noviembre de 1523 , aunque otros marcan como fecha de salida el 6 de diciembre de ese mismo año. Marchando con 300 soldados españoles, 200 tlaxcaltecas y cholutecas; 100 mexicanos; 4 carruajes con artillería y pólvora.
A finales de enero de 1524 los españoles invadieron el país del Soconusco, encontrando una dura resistencia. Al consumarse la conquista de este territorio, por la superioridad armamentística, se estableció el orden desde el actual municipio de Tonalá hasta Ayutla, al tiempo que el Soconusco pasaba a tener la categoría de provincia y sujeto a la Corona española. Orden girada el 24 de noviembre de 1526 permaneciendo por espacio de 27 años en esta condición, hasta la nueva disposición en Cédula real del 20 de enero de 1553, segregándose de México y jurisdiccionándolo a la Audiencia de Guatemala, a la que perteneció diez años hasta 1563 en que pasó a pertenecer a Panamá.
Esto cambiaría en 1565, ya que el rey español se enteraría de los abusos cometidos por la Real Audiencia Guatemalteca hacia esta provincia. Esta ley se aprobó por la Cédula Real años antes, el 17 de septiembre de 1563.
En 1790, por órdenes reales, se le suprimió al Soconusco la libertad de gobernarse a sí mismo y se agregó a la intendencia de Chiapas, dependiente a su vez de la Capitanía General de Guatemala.

### Época de Independencia
En 1818, por solicitud de los alcaldes y demás autoridades de Tuxtla Chico ante la capitanía general de Guatemala, se le midieron tierras para ejidos. Durante la colonia se contruyó un templo a la Virgen de Candelaria, pero al crecer Tapachula, en 1700, absorvió a Tuxtla Chico; fue un curato donde radicaban las mejores familias.
En 1831, el ayuntamiento de Tuxtla Chico levantó un acta informativa por el paso de armas que el alcalde de Tapachula traía de Guatemala. El 30 de septiembre de 1855, se declaró a favor del Plan de Ayutla. Por decreto de 10 de diciembre de 1859, se autorizó la construcción de un puente sobre el río Suchiate para comunicarlo con Guatemala. Pero por los tratados de Límites entre México y Guatemala en 1881, Tuxtla Chico perdió parte de su jurisdicción pasando a ser parte del territorio mexicano. En 1998 elevaría su rango de villa a ciudad. 
El 28 de agosto de 1821, Fray Matías de Córdoba y Ordóñez profesó desde su púlpito como sacerdote, la importancia de la independencia de Chiaspas y América Central, en Comitán de Domínguez y fue secundado por la Ciudad Real (hoy San Cristóbal de las Casas) la capital del estado de Chiapas el 3 de septiembre del mismo año. Y el día 15 lo harían el resto de las provincias: Guatemala, El Salvador, Nicaragua, Honduras y Costa Rica.
Ante este movimiento, el 23 de octubre de 2021 la Villa de Tapachula levantó el acta de independencia arrastrando a las demás villas que conformaban el soconusco, incluyendo Tuxtla Chico.
Al ser derrocado del poder el emperador Agustín de Iturbide surgieron tres partidos en la provincia de Chiapas: Plan de Chiapas Libre, Anexión de Chiapas a México y Anexión de Chiapas a Guatemala. El Soconusco fue arrastrado a ser parte de estos movimientos, sin embargo, ante las disputas internas se opta por la neutralidad, conformándose el Soconusco como un país independiente en 1826. Este país existiría por 17 años gozando de relativa paz y bonanza económica, excepto en lo relativo a la seguridad por contar con un ejército muy pequeño en comparación con el guatemalteco y mexicano que lo rodeaba.
Desde 1831 Tapachula y Tuxtla Soconusco realizan una reunión extraordinaria con el fin de anexarse a México, lográndolo el 11 de septiembre de 1842.
| Año  | Acontecimiento |
| ---- | --- |
| 1524 | Pedro de Alvarado, por instrucciones del capitán Hernán Cortés, conquista la región del Soconusco |
| 1529 | Dependió de la audiencia de México |
| 1569 | Fueron integrados a la capitanía general de Guatemala. En este siglo fue el pueblo donde se asentaron las mejores familias de la región y con mayor población Quiché |
| 1685 | Tapachula está sujeta al curato de Tuxtla Chico en el que se venera a la Virgen de Candelaria y en esta época se construyó el templo |
| 1774 | Son un pueblo dentro de la provincia del Soconusco que tuvo como anexos a Tapachula, Cacahoatán, Metapa y Mazatán |
| 1786 | La Gobernación del Soconusco fue fusionada con las alcaldías mayores de Tuxtla y Ciudad Real para formar la intendencia de Ciudad Real de Chiapas, desde ese año dentro de la organización eclesial, son sede del curato de Santa María Tuxtla, para diferenciarnos del pueblo de San Marcos Tuxtla |
| 1818 | La capitanía general de Guatemala mandó a medir y otorgó tierras para ejidos de este pueblo |
| 1824 | El 24 de julio la villa de Tapachula declaró la separación del partido del Soconusco de la provincia de Chiapas y por lo tanto de México y anunció su incorporación a las provincias unidas de Centroamérica                                                                                        |
| 1831 | El Ayuntamiento de Tuxtla Chicolevanta acta informática por el paso de armas que el alcalde de Tapachula taía de Guatemala |
| 1842 | El 11 de septiembre el Soconusco se reincorporó al estado de Chiapas y por lo tanto a la República Mexicana |
| 1849 | Construyen dos fuentes públicas |
| 1855 | El 30 de septiembre se declaró a favor del Plan de Ayutla |
| 1859 | El 10 de diciembre se autorizó la construcción de un puente sobre el río Suchiate y que dio origen al poblado de Talismán |
| 1882 | El 27 de septiembre se firmó el tratado de límites entre México y Guatemala, defendiéndose la permanencia e identidad de pueblos que estaban en uno y otro país, quedando Tuxtla Chico dentro de Chiapas                                                                                            |
| 1883 | El 13 de noviembre el estado se divide en 12 departamentos, formando este parte del Soconusco |
| 1915 | Desaparecen las jefaturas políticas y se crean 59 municipios libres, permaneciendo dentro de Tuxtla Chico, en esta primera remunicipalización con las delegaciones de Metapa, Cacahoatán y Unión Juárez                                                                                             |
| 1970 | Se construye la Vía Metapa |
| 1980 | Se establece el campo experimental de la Secretaría de Agricultura |
| 1983 | Para efectos del sistema de planeación, se les ubica en la región VIII Soconusco |
| 1984 | Construyen el CONALEP |
| 1985 | Con motivo del 175 aniversario de la independencia y 75 de la revolución mexicana, durante el recorrrido nacional, se reciben en la cabecera municipal, los símbolos patrios |
| 1986 | Se crea la Casa de la Cultura |
| 1997 | Se crea el nuevo mercado municipal |
| 2000 | Se crea la biblioteca y guardería infantil |

## Política

### Época posrevolucionaria (1918-  1974)
El municipio de Tuxtla Chico no tuvo tanta injerencia en el desarrollo de la Revolución Mexicana por lo que al terminar esta, pocas cosas cambiaron en lo social y económico, no así en lo político. Ya que la hegemonía del PRI (Partido Revolucionario Institucional) también llegaría hasta la sur de la frontera mexicana, incluyendo a Tuxtla Chico.
En esas épocas los asesinatos afectaban a los distintos niveles de autoridad, incluyendo a presidentes y policías municipales. De ahí la poca estabilidad política y el aumento del crimen, la pobreza y el bajo desarrollo de la región. Aun así la represión por parte de las autoridades mediante la fuerza pública también era tangible.
En 1918 Don Felipe S. Cisneros, se avocó a la reconstrucción del parque central Miguel Hidalgo; pero su periodo terminaría pronto quedando el proyecto a medias. David S. Cancino quedó en sustitución tratando de terminar el proyecto. Sin embargo, el poco presupuesto y el tiempo limitado que le quedaba, al no existir la figura de la reelección en ese entonces, le impidió terminarlo. 
En 1921 llega a la presidencia Don Encarnación Cancino se preocupó por el empedrado de las primeras y ampliación del drenaje existente en la época.
En 1931 Don Alejandro Noriega se convierte en presidente municipal de Tuxtla Chico. A los dos años de su administración el proyecto del parque Central se volvió a tomar en cuenta, destruyendo lo que había avanzado David S. Cisneros, pero este proyecto quedaría nuevamente a la mitad, por falta de presupuesto. Terminaría su trienio en 1932.
De 1933 a 1934 administró Don Victoriano Córdova Figueroa cumpliendo con las disposiciones del gobierno federal, se prohibió las procesiones y ceremonias religiosas en la vía pública, al apegarse a ese mandato le valió múltiples ataques y amenazas en su contra. Sin embargo las órdenes se cumplieron a lo largo de su mandato.  
Don Pedro Bodegas Muñoz que gobernó de 1947 a 1948 fue el presidente encargado de gestionar la construcción de un nuevo palacio municipal con el gobernador del estado, Don Juan María Esponda. Sin embargo, pidió licencia quedando en su lugar el síndico José Teodóro Dávila quien ejecutó la orden. Pero el gobernador Juan María Esponda quedó desaforado a causa del asesinato de la señora María Herrán den la CD. de Tapachula cuando encabezaba un mitin obrero.  
Este hecho impidió que se siguiera la construcción del palacio municipal y los siguientes presidentes despacharon en casas que rentaban. José Teodóro Dávila es considerado el fundador y primer presidente del Club de Leones de Tuxtla Chico.  
Don Ángel Cancino López (1949 - 1950) continuaría el empedrado de calles y conexión de drenaje. Para solventar los gastos debido a la falta de presupuesto, organizó un reinado para postular a la señorita Celia Solís, dejando a favor $19,000 pesos de la época, de ganancia. Sobrando $17,000 pesos de los gastos de la fiesta. Este recurso se envió al ejército mexicano, cuyos ingenieros se encargaron de la pavimentación y empedrado de la calle Central Hidaldo, hasta la salida a la actual carretera.   

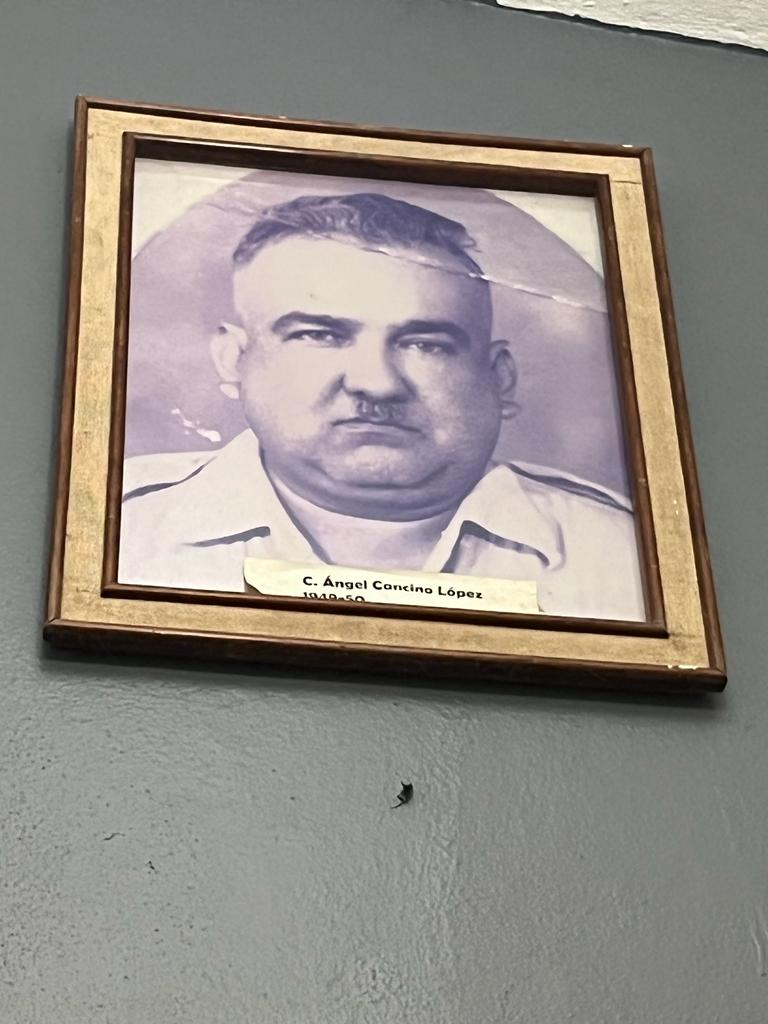
Ángel Cancino López Presidente municipal de Tuxtla Chico periodo 1949 - 1950

Don Casimiro Bonilla (1959 - 1961) después de rentar por diferentes lugares para llevar a cabo las obligaciones administrativas municipales. Logró instalarse en el actual palacio municipal de Tuxtla Chico. Este terreno pertenecía a un ciudadano chino que tenía instalada una tienda de abarrotes. Se trataba de una casa con paredes de madera. La anterior presidencia municipal estaba ubicada en la actual casa de la cultura de Tuxtla Chico, donde más tarde se improvisaría la cárcel pública municipal.  
Don Porfirio Gamboa Cisneros (1962 - 1964) llegaría a la presidencia municipal gracias al apoyo de la sociedad que estaba en contra del candidato por el PRI, Sr. Guillermo Moreno, en cuya campaña viajaba en helicóptero de Tapachula a Tuxtla Chico. Su gestión ayudó al campo, con la construcción de puentes y caminos que lo comunicaban con el resto de la ciudad.  

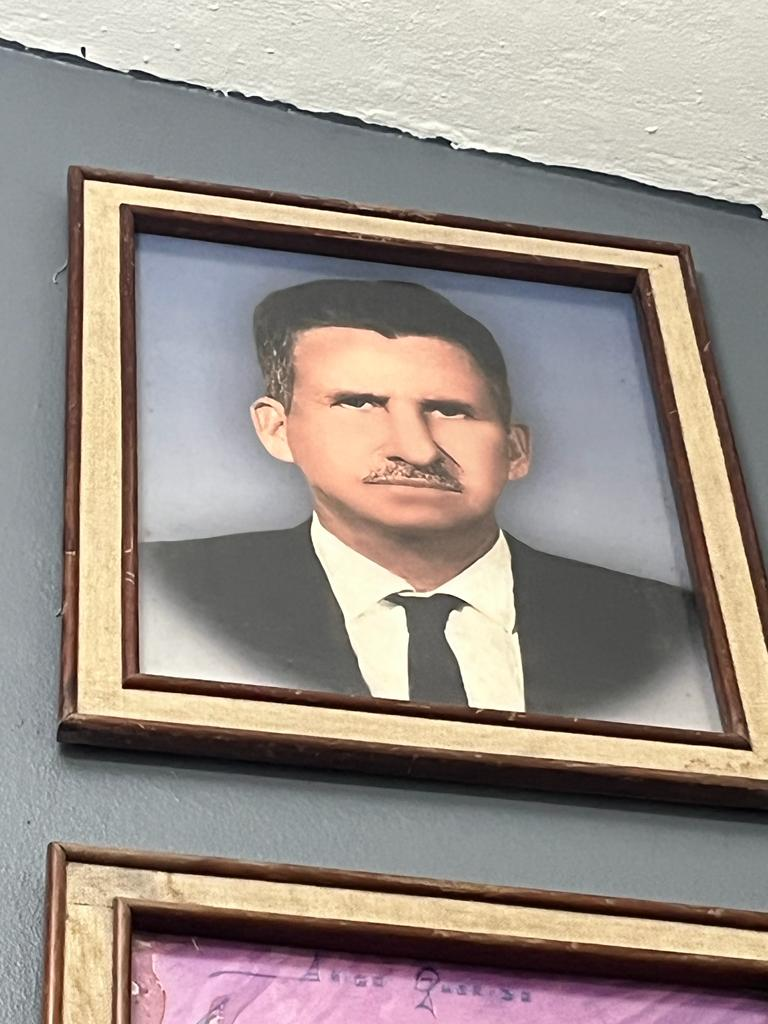
Porfirio Gamboa Cisneros Presidente municipal de Tuxtla Chico periodo 1962-1964

Ildefonso López Torres gobernó de (1965 - 1967) ayudando con la donación de láminas y teja de barro a la vez que fomentó la educación municipal con el apoyo a escuela rurales y urbanas. Rescataría nuevamente la idea de construir un palacio municipal de dos pisos, donde la primera planta sirve como mercado y la segunda serviría como biblioteca. Este edificio se construyó con las donaciones del profesor Armando Parra Lau y el profesor Humberto Ibarra Córdova.

### Época moderna (1974 - 2000)
En 1974 llega al poder Leticia Melendez, conocida como "Señorita Lety". Durante su administración se consolidó el lugar actual del palacio municipal de Tuxtla Chico, que durante años había sido un tema que pasaba de presidente a presidente. Sin embargo, el terreno donde dicho edificio se construyó es propiedad de la Iglesia Católica lo que ha provocado problemáticas sociales, ya que con el paso de los años nuevas necesidades se han hecho presentes para la administración pública que no es capaz de realizarse en un lugar tan pequeño. Y que remodelación y ampliaciones han sido detenidas administrativamente por estar en propiedad ajena, provocando el deterioro del palacio municipal.
Así mismo, el mercado municipal se asentó en la actual Av. Guerrero Sur, entre calle Central Hidalgo y calle Mina, en el punto central de la ciudad. Lo que ocasionó un cuello de botella en el tráfico de la ciudad y el deteriodo de la misma. 
Estas problemáticas están presente actualmente en el municipio de Tuxtla Chico, aunque se han dado soluciones y construido mercados municipales fuera del centro, parte de la población se ha opuesto a estos cambios.
Leticia Natividad Meléndez Díaz, fue la primera mujer en gobernar el ayuntamiento de Tuxtla Chico de 1974 a 1976, durante su periodo surgieron problemas de invasión de tierras por parte de ciudadanos de Tapachula que se quedaron con tierras de Tuxtla Chico. El presidente municipal de Tapachula Fernando Acosta construyó una barda a la altura de la zona que hoy se conoce como "El Manguito", como división territorial entre ambos municipios. La presidenta aglutinó un gran número de personas en el lugar y con marros y martillos derrumbaron la construcción. Esto le valió amenazas de muerte, pero el apoyo popular y su carisma fortalecieron su imagen.
En su administración fue creada la Escuela Técnica Agropecuaria (ETA) inaugurándose el 6 de octubre de 1974, 6 días después de que tomara poseción. También quedó reacondicionado la actual estructura del palacio municipal con el apoyo del presidente de México Luis Echeverría y Manuel Velazco Suáres, gobernador de Chiapas.   

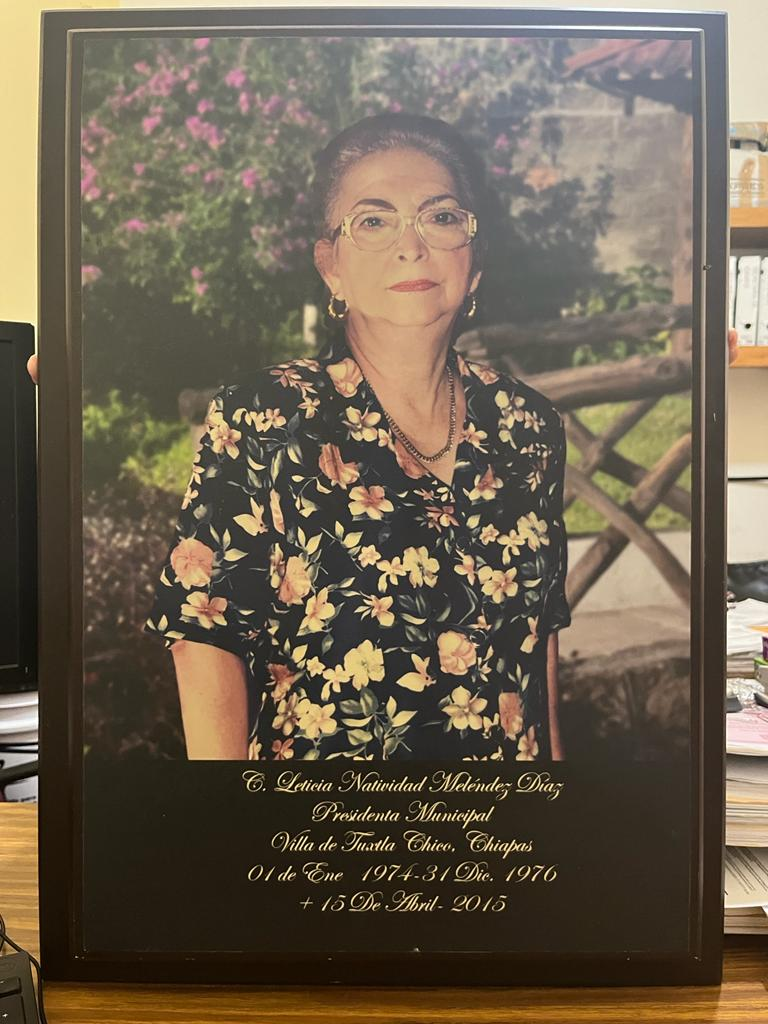
Leticia Meléndez Presidenta municipal de Tuxtla Chico periodo 1974-1976

Don Ángel Cancino Arrevillaga (1977 - 1979)  creó en 1977 la Escuela Normal Experimental , gracias a la intervención del Diputado Romero Ruíz Armento. Pavimentó calles con servicio de agua y drenaje, así como del alumbrado público con focos de gas neón con luz blanca, orden que no fue del agrado de la población.    
Arnoldo Ruíz Armento (1980) Gracias a su amistad e influencia política con el gobierno estatal y el congreso estatal, el recurso para el municipio de Tuxtla Chico aumentó. Durante la administración de Ruíz Armento (que duró solo 6 meses) se autorizó la compra de una parte regular de los terrenos que pertenecieron a la finca La Chácara, con esto se gestionó la instalación de las bodegas de CONASUPO que sirvió en su momento al apoyo de las familias de escasos recursos.        
Donó otra parte del mismo terreno, pero esta vez a escuelas y organizaciones religiosas. Con el fin de descentralizar y darle fluidez al centro de Tuxtla Chico. Las actuales escuela Arnoldo Ruíz Armento, colegio México, Francisco Sarabia y CONALEP. Así como la biblioteca municipal, la actual Unidad Administrativa, oficinas municipales y oficinas de la Comisión Federal de Electricidad fueron construidos en estos terrenos que él donó.       
La ampliación de calles de la cabecera municipal y construcción de banquetas, electrificado e iluminaria también se el es atribuido.        
El 24 de junio de 1980 mientras se dirigía en caravana a la ciudad de Tuxtla Gutiérrez, con el motivo de felicitar al gobernador del estado de Chiapas. Un conductor en estado de ebriedad invadió el carril contrario y alcanzó a arrollarlo cuando colocaban mantas alusivas en los costados y frente del camión que los trasladaba a la capital, falleciendo instantáneamente a los 27 años de edad.       

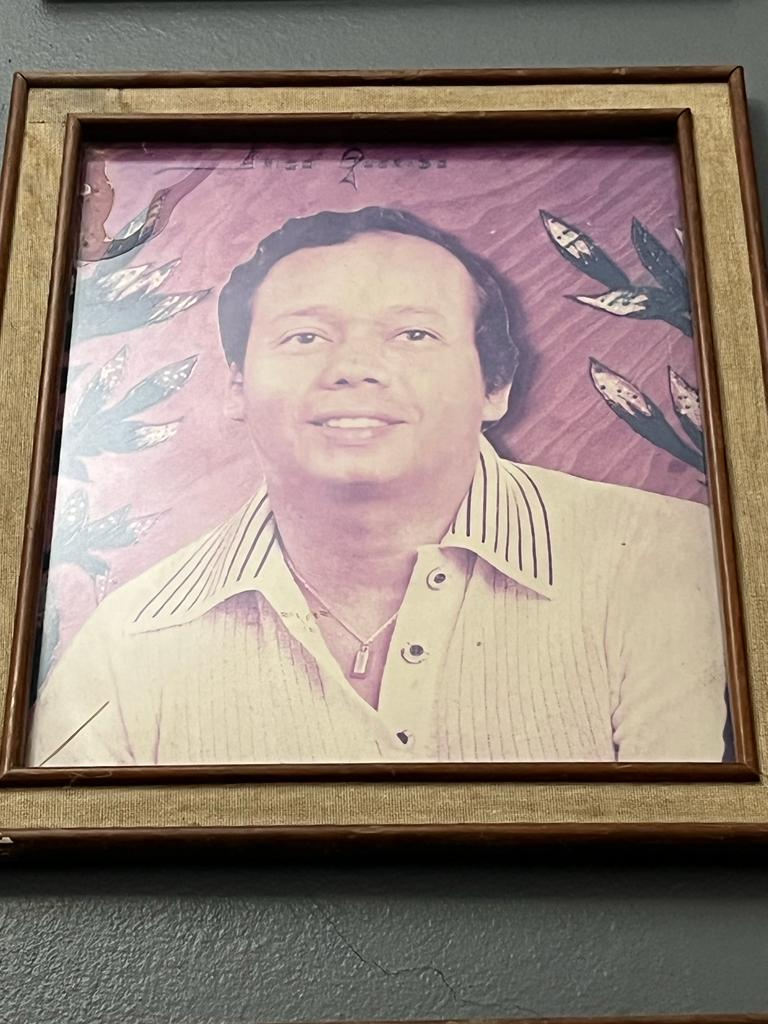
Arnoldo Ruíz Armento Presidente municipal de Tuxtla Chico periodo 1980

| NOMBRE | NOMBRE                                                                                  | Partido                              | PERIODO     |
| ------ | --------------------------------------------------------------------------------------- | ------------------------------------ | ----------- |
| 1°     | Encarnación Cancino                                                                     | No hay datos                         | 1915        |
| 2°     | David S. Cancino                                                                        | No hay datos                         | 1916        |
| 3°     | J. Ángel Meléndez                                                                       | No hay datos                         | 1916        |
| 4°     | Gorgonio Constantino                                                                    | No hay datos                         | 1916        |
| 5°     | Gorgonio Constantino                                                                    | No hay datos                         | 1917        |
| 6°     | Felipe S. Cisneros                                                                      | No hay datos                         | 1917        |
| 7°     | David S. Cancino                                                                        | No hay datos                         | 1918        |
| 8°     | Encarnación Cancino                                                                     | No hay datos                         | 1919        |
| 9°     | J. Ángel Ochoa                                                                          | No hay datos                         | 1920        |
| 10°    | Luis Zavala                                                                             | No hay datos                         | 1920        |
| 11°    | Encarnación Cancino                                                                     | No hay datos                         | 1921        |
| 12°    | Bardomiano Palomeque                                                                    | No hay datos                         | 1922        |
| 13°    | Felícito Rodríguez                                                                      | No hay datos                         | 1926        |
| 14°    | No hay datos                                                                            | No hay datos                         | 1927        |
| 15°    | No hay datos                                                                            | No hay datos                         | 1928        |
| 16°    | José Moreno Anda                                                                        | Partido Nacional Revolucionario      | 1929 - 1930 |
| 17°    | Alejandro Noriega                                                                       | Partido Nacional Revolucionario      | 1931 - 1932 |
| 18°    | Victoriano Córdova Figueroa                                                             | Partido Nacional Revolucionario      | 1933 - 1934 |
| 19°    | Francisco Ruíz                                                                          | Partido Nacional Revolucionario      | 1935 - 1936 |
| 20°    | Cástulo M. Muñoz                                                                        | Partido Nacional Revolucionario      | 1937 - 1938 |
| 21°    | Jesús Cárdenas                                                                          | Partido de la Revolución Mexicana    | 1939 - 1940 |
| 23°    | Rafael C. Moreno                                                                        | Partido de la Revolución Mexicana    | 1941 - 1942 |
| 24°    | Julio Gamboa Cisneros                                                                   | Partido de la Revolución Mexicana    | 1943 - 1944 |
| 25°    | Wilfrido Anleu Constantino                                                              | Partido de la Revolución Mexicana    | 1945 - 1946 |
| 26°    | Pedro Bodegas Muñoz                                                                     | Partido Revolucionario Institucional | 1947 - 1948 |
| 27°    | Ángel Cancino López                                                                     | Partido Revolucionario Institucional | 1949 - 1950 |
| 28°    | José Inés Bonilla Pizano                                                                | Partido Revolucionario Institucional | 1951 - 1952 |
| 29°    | Alejandro Noriega Mérida (Quien terminó el mandato)                                     | Partido Revolucionario Institucional | 1951 - 1952 |
| 30°    | César Rodríguez                                                                         | Partido Revolucionario Institucional | 1953 -1955  |
| 31°    | Luis Rodríguez Monroy (Quien terminó el mandato)                                        | Partido Revolucionario Institucional | 1953 -1955  |
| 32°    | Teodulo Bielma Ramírez                                                                  | Partido Revolucionario Institucional | 1956 - 1958 |
| 33°    | Casimiro Bonilla Pizano                                                                 | Partido Revolucionario Institucional | 1959 - 1961 |
| 34°    | Porfirio Gamboa Cisneros                                                                | Partido Revolucionario Institucional | 1962 - 1964 |
| 35°    | Ildefonso López Torres                                                                  | Partido Revolucionario Institucional | 1965 - 1967 |
| 36°    | Miguel Ángel Bodegas Muñoz                                                              | Partido Revolucionario Institucional | 1968 - 1970 |
| 37°    | Antonio Hernández Hernández                                                             | Partido Revolucionario Institucional | 1971 - 1973 |
| 38°    | Leticia Natividad Meléndez Díaz                                                         | Partido Revolucionario Institucional | 1974 - 1976 |
| 39°    | Ángel Cancino Arrevillaga                                                               | Partido Revolucionario Institucional | 1977 - 1979 |
| 40°    | Arnoldo Ruíz Armento                                                                    | Partido Revolucionario Institucional | 1980 - 1982 |
| 41°    | Gustavo Bonilla Palomeque (Quien terminó el mandato)                                    | Partido Revolucionario Institucional | 1980 - 1982 |
| 42°    | Rodolfo Cancino Ruíz                                                                    | Partido Revolucionario Institucional | 1983 - 1985 |
| 43°    | José Juvenal Colmenares Solar                                                           | Partido Revolucionario Institucional | 1986 - 1988 |
| 44°    | José Antonio López Ruíz                                                                 | Partido Revolucionario Institucional | 1989 - 1991 |
| 45°    | Alejandro Bielma Córdova                                                                | Partido Revolucionario Institucional | 1992 - 1995 |
| 46°    | Arnulfo Hernández Ventura (Quien terminó el periodo)                                    | Partido Revolucionario Institucional | 1992 - 1995 |
| 47°    | Raúl Fulgencio López Guzmán                                                             | Partido Revolucionario Institucional | 1996 - 1998 |
| 48°    | Pedro López Bautista                                                                    | Partido Revolucionario Institucional | 1999 - 2001 |
| 49°    | Arnulfo Hernández Ventura                                                               | Partido Alianza Social               | 2002 - 2004 |
| 50°    | Edi Morales Castellanos                                                                 | Partido Acción Nacional              | 2005 - 2007 |
| 51°    | Osvaldo García Solís                                                                    | Partido Revolucionario Institucional | 2008 - 2010 |
| 52°    | Esaú Guzmán Morales                                                                     | Partido Acción Nacional              | 2011 - 2012 |
| 53°    | Mario Humberto Solís Hernández                                                          | Partido Acción Nacional              | 2012 - 2015 |
| 54°    | Juan Carlos Orellana García                                                             | Partido Verde Ecologista de México   | 2015 - 2018 |
| 55°    | Deysi Lisbeth Gonzales Aguilar                                                          | Movimiento Regeneración Nacional     | 2018 - 2021 |
| 56°    | Julio Enrique Gamboa Altuzar                                                            | Partido Revolucionario Institucional | 2021 - 2024 |
| 57°    | Lupercio Méndez Tino - Presidente interino (6 de enero del 2024 al 3 de junio del 2024) | Partido Revolucionario Institucional | 2021 - 2024 |
| 58°    | Jorge Iván Espinoza Carreón (4 de junio del 2024 al 30 de septiembre del 2024)          | Partido Revolucionario Institucional | 2021 - 2024 |
| 59°    | Julio Enrique Gamboa Altuzar                                                            | Partido Revolucionario Institucional | 2024 -2027  |

## Economía
Según datos del censo económico 2019, los sectores económicos que concentraron más unidades económicas en Tuxtla Chico fueron Comercio al por Menor (259 unidades), Servicios de Alojamiento Temporal y de Preparación de Alimentos y Bebidas (129 unidades) y Industrias Manufactureras (94 unidades).
El comercio informal representa un 40,3% de la actividad económica productiva de Tuxtla Chico; el área de servicios de alojamiento y bebidas (20,1%); Industrias manufactureras (14,6%), servicios no gubernamentales (10,4%); Servicios de salud y asistencia social (3,73%); Servicios de limpieza (2,49%); Servicios Técnicos Profesionales (1,87%); Servicios culturales y deportivos (1,56%); Comercio al por mayor (1,40%); Servicios educativos (0,93%); Servicios de Transporte (0,78%); entre otros.

## Población
La población total de Tuxtla Chico en 2020 fue 41,024 habitantes, siendo 51.8% mujeres y 48.2% hombres. Los rangos de edad que concentraron mayor población fueron 10 a 14 años (3,997 habitantes), 0 a 4 años (3,897 habitantes) y 5 a 9 años (3,847 habitantes). Entre ellos concentraron el 28.6% de la población total.
La población de 3 años y más que habla al menos una lengua indígena fue 76 personas, lo que corresponde a 0.19% del total de la población de Tuxtla Chico. Las lenguas indígenas más habladas fueron Mam (37 habitantes), Q’eqchi’ (10 habitantes) y Zapoteco (10 habitantes).
La mayor cantidad de migrantes que ingresó a Tuxtla Chico en los últimos 5 años provino de Guatemala (134 personas), Honduras (113 personas) y Estados Unidos (51 personas). Mientras que las principales causas de migración a Tuxtla Chico en los últimos años fueron laborales (148 personas), sociales y del entorno (86 personas) y familiares (66 personas).

## Calidad de vida

### Indicadores de pobreza y carencia sociales
Las principales carencias sociales de Tuxtla Chico en 2020 fueron carencia por acceso a la seguridad social,  carencia por acceso a los servicios básicos en la vivienda y carencia por acceso a los servicios de salud.
En 2020, 45% de la población se encontraba en situación de pobreza moderada y 19.5% en situación de pobreza extrema. La población vulnerable por carencias sociales alcanzó un 26.1%, mientras que la población vulnerable por ingresos fue de 1.82%.

### Equidad de Género
El coeficiente o índice de Gini, es una medida estadística diseñada para representar la distribución de los ingresos de los habitantes, en concreto, la inequidad entre estos. Índices más cercanos a 0, representan más equidad entre sus habitantes, mientras que valores cercanos a 1, expresan máxima inequidad entre su población. El coeficiente de Tuxtla Chico es de (0.365)
En 2020, en Chiapas, las municipios con menor desigualdad social, de acuerdo al índice de GINI,  fueron: Nicolás Ruíz (0.281), Ixtapangajoya (0.288), Chiapilla (0.289), Acapetahua (0.295) y Mazatán (0.295). Por otro lado, los municipios con menor igualdad social por esta métrica, fueron: Yajalón (0.469), San Cristóbal de las Casas (0.453), Jitotol (0.445), Bochil (0.420) y Simojovel (0.414).

### Transporte
En Tuxtla Chico, el tiempo promedio de traslado del hogar al trabajo fue 27.1 minutos, 76.7% de la población tarda menos de una hora en el traslado, mientras que 4.71% tarda más de 1 hora en llegar a su trabajo. Por otro lado, el tiempo promedio de traslado del hogar al lugar de estudios fue 16 minutos, 98.5% de la población tarda menos de una hora en el traslado, mientras que 0.69% tarda más de 1 hora.
En 2020, 41.7% de la población acostumbró camión, taxi, combi o colectivo como principal medio de transporte al trabajo. En relación con los medios de transporte para ir al lugar de estudios, 60.6% de la población acostumbró camión, taxi, combi o colectivo como principal medio de transporte.

### Educación
En 2020, los principales grados académicos de la población de Tuxtla Chico fueron Secundaria (8.2k personas o 32.2% del total), Preparatoria o Bachillerato General (6.62k personas o 26% del total) y Primaria (5.94k personas o 23.3% del total).
En 2021, los campos de formación más demandados en Tuxtla Chico fueron Formación docente en educación básica, nivel primaria (100) y Formación docente en educación básica, nivel preescolar (99).
La tasa de analfabetismo de Tuxtla Chico en 2020 fue 11.2%. Del total de población analfabeta, 38.9% correspondió a hombres y 61.1% a mujeres.

### Salud
En Tuxtla Chico, las opciones de atención de salud más utilizadas en 2020 fueron Centro de Salud u Hospital de la SSA (Seguro Popular) (22.2k), Consultorio de farmacia (4.59k) y IMSS (Seguro social) (4.5k). En el mismo año, los seguros sociales que agruparon mayor número de personas fueron No Especificado (15.9k) y Pemex, Defensa o Marina (14.2k).
Las principales discapacidades presentes en la población de Tuxtla Chico fueron discapacidad física (839 personas), discapacidad visual (699 personas) y discapacidad motriz (464 personas).
Se totalizaron 699 personas con discapacidad visual, 49.6% mujeres y 50.4% hombres. Según rangos de edad y género, las mujeres entre 85 años o más concentraron el 6.58% de la población total con discapacidad visual, mientras que los hombres entre 60 a 64 años concentraron el 5.87% de este grupo poblacional.

#### Causas u orígenes de las discapacidades presentes en la población
- Accidente
- Edad avanzada
- Enfermedad
- Nacimiento
- Otra causa

## Tradiciones

### Fiesta de La Candelaria
Dentro de sus tradiciones, la fiesta de La Candelaria es la más importante y representativa. Se celebra el día 2 de febrero y consta de una tradicional feria la cual dura alrededor de quince días comenzando el día 23 de enero, y culminando el día 2 de febrero, día de mayor visita y el último día de fiesta.  

Dicha fiesta dentro del ámbito religioso termina con el recorrido de la virgen María de Candelaria por las principales calles del pueblo, las cuales son adornadas por los feligreses con coloridas alfombras con imágenes incrustadas en el suelo. Dichas alfombras son elaboradas con aserrín de colores y en algunas ocasiones llegan a incluir pétalos de flores multicolor. 

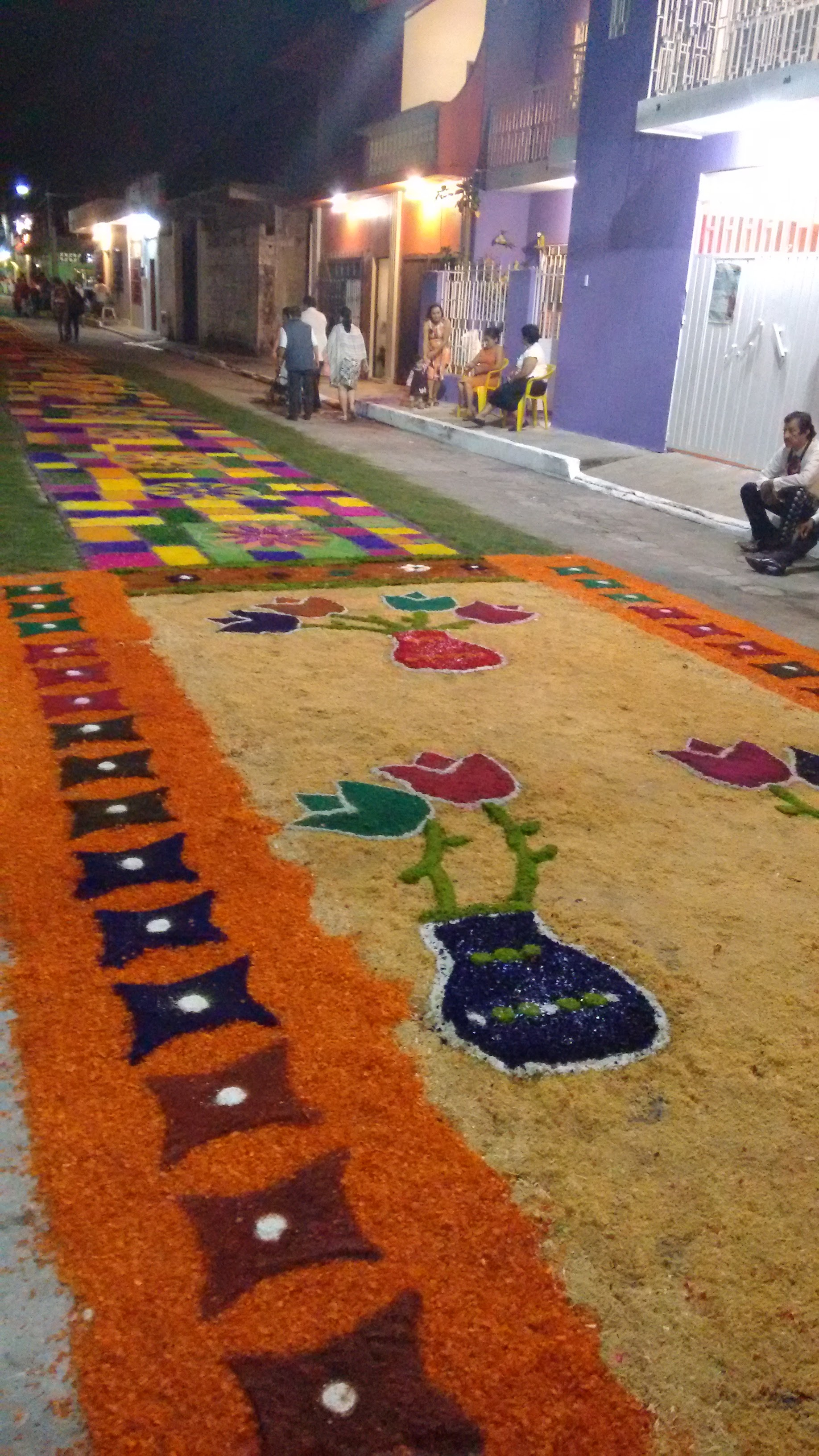

La imagen de la virgen de Candelaria es transportada en un anda procesional que cada año cambia de apariencia (al igual que las prendas de la virgen). El anda es cargada por devotos y taxistas del sitio 1 de Mayo (Sitio de taxis de Tuxtla Chico) que son los custodios de la bendita imagen. 
El recorrido inicia alrededor de las 20:00 PM del 2 de febrero y finaliza a las 2:00 AM del día 3 de febrero. Esta imagen bendita tiene como hogar la catedral del pueblo: la iglesia de santa María de Candelaria, que se localiza en la cabecera municipal del municipio de Tuxtla Chico.

### Fiesta de San Pedro Mártir de Verona y San Marcos Evangelizador
La fiesta de San Pedro Mártir de Verona y San Marcos Evangelizador, celebrada los días 28 y 29 de abril. Dicha fiesta que une las creencias pagano-religiosas de la región da comienzo desde un mes antes, cuando el correlón (integrante de la COFRADÍA PUEBLO ORIGINARIO DE 
“SAN PEDRO MÁRTIR DE VERONA Y SAN MARCOS EVANGELIZADOR”) que le corresponde tener la cofradía en el año, da alojamiento a las imágenes de los santos así como a los devotos quienes realizan ensayos con tambores, chirimías y danza de los negritos durante cuatro sábados antes del 25 de abril, desde las 6:00 pm hasta las 6:00 am del siguiente día; al sonar de gritos de jubilo:
¡VIVA SAN PEDRO! ¡VIVA SAN MARCOS! ¡VIVAN LOS CAPITANES! ¡VIVA EL ABUELO! ¡VIVAN LOS CORRELONES! ¡VIVAN LOS NEGRITOS! ¡VIVAN LOS TAMBOREROS Y CHIRIMILLEROS! ¡VIVAN LAS COSTUMBRES DE LOS INDIOS!
En esta festividad sobresalen personajes importantes: 

Los correlones (miembros activos COFRADÍA PUEBLO ORIGINARIO DE “SAN PEDRO MÁRTIR DE VERONA Y SAN MARCOS EVANGELIZADOR”, que montan caballos los días 28 y 29 de abril de cada año y donde los caballos son ataviados con moños multicolores que se bendicen con agua bendita en la iglesia de Candelaria)
El abuelo (Guia Espiritual que se encarga de hacer los presentes ante los santos, para que se tenga una festividad en paz y armonía, y que se cumplan las mandas por favores solicitados a los santos para curar alguna enfermedad o ayudar a algún pariente en desgracia)
Los negritos (niños y jóvenes que pintan sus rostros con carbón y portan una sonaja o chinchín en una mano y en la otra un fuerte con el que guardan el orden durante las carreras de caballos, dichos personajes cumplen mandas por favores solicitados a los santos para curar alguna enfermedad o ayudar a algún pariente en desgracia)
Las madrinas (señoras o señoritas que obsequian los moños de colores con los que se adornan a los caballos de carreras)
Los TAMBOREROS Y CHIRIMILLEROS (estos personajes armonizan con sus ritmos de tambores y un tipo de flauta antigua llamada Chirimía, los rezos de la cofradía que realizan los negritos al son de sus chinchínes)
Los patos (estos se ofrecen por parte del pueblo creyente, como presente en agradecimiento a los favores recibidos por “SAN PEDRO MÁRTIR DE VERONA Y SAN MARCOS EVANGELIZADOR”, para el o un sacrificio para que su sangre derramada en la tierra propicie buenos tiempos de cosecha, al final son preparados en tamales para ser repartidos al pueblo creyente).
Las carreras de caballos consisten en que los correlones se dirijan a gran velocidad de un extremo a otro de una calle empedrada que finaliza en el panteón municipal, durante este trayecto los correlones tratan de jalar del cuello de los patos que cuelgan de un lazo atravesado en ambos extremos de la calle. 
Para dicha manda hay dos equipos de correlones (el de san pedro y el de san marcos): los que llevan de estandarte una bandera amarilla y los que llevan la bandera roja (la carne de dichos patos se utiliza en la elaboración de tamales tradicionales de la región, que son repartidos entre los visitantes y devotos de la cofradía), durante las carreras los negritos no permiten que las personas que asisten al evento atraviesen la calle por donde pasan los correlones, teniendo que pedir ayuda éstos para poder cruzar al otro extremo, quién no hace caso de las instrucciones de estos personajes ni pide auxilio de ellos, recibe un fuerte fuetazo en las piernas; todo esto con la finalidad de evitar un accidente al cruzar, al estar en constante carrera los caballos. 
Estas carreras se llevan a cabo el día 28 de abril, terminando a temprana hora y dirigiéndose al finalizar al cofrado.
El día 29 de igual forma se llevan a cabo las carreras, sin embargo este día se efectúa una representación de la guerra entre los colonizadores españoles contra los indígenas y esclavos africanos. 
La guerra de los dulces denominada por utilizar terrones dulces de azúcar del tamaño de piedras, se lleva a cabo por los dos equipos de correlones. Al término de esta actividad comienzan las carreras de caballos hasta cierta hora después de la cual parten en una procesión hacia la iglesia de Candelaria para recoger la imagen de San Pedro Mártir y sacarlo en un recorrido en un anda para recorrer todo el pueblo. 
Al llegar al cruce de la avenida Juárez con la calle Allende, el santo es bajado por las personas que lo cargan, le dan un giro de 180° y lo colocan mirando hacia el norte para que vea el caracol, consiste en dar 9 vueltas alrededor de este sitio mencionado, al finalizar el caracol, vuelven a cargar en hombros al santo dándole nuevamente un giro de 180° continuando con el recorrido y esta vez es llevado al parque central de la ciudad donde realizan nuevamente un caracol. 
Terminado el recorrido el santo se lleva nuevamente a la iglesia de Candelaria donde es depositado en su nicho. Después de haber depositado al santo en su nicho los correlones y negritos se dirigen al cofrado donde culmina la fiesta de san pedro y san marcos, que consiste en dar nuevamente un caracol, pero esta vez lo hacen en la calle de extremo a extremo y terminando el caracol se reúnen en la puerta del cofrado dando los últimos vivas festejando a su patrón y dando lugar al nombramiento de quienes serán los representantes de los dos equipos del otro año, quienes resguardaran las banderas y a quien le toca ser el encargado de la cofradía, después los capitanes dan la voz de mando de conclusión y retirada.
el dia 30 de abril a las 9:00 am se reúnen nuevamente los correlones en el cofrado, para desmantelar el altar de los santos y dejarlos en su anda, para que un mes después regresen a su capilla de “SAN PEDRO MÁRTIR DE VERONA Y SAN MARCOS EVANGELIZADOR”, donde permanecerán los santos hasta el próximo año para realizar la fiesta.